# Вал (геоморфологія)
Вал — у геоморфології — відносно вузька, довга і невисока форма рельєфу.
Розрізняють вали:
- створені діяльністю хвиль (береговий вал),
- рік (прирусловий вал),
- льодовиків (моренний вал),
- вулканів (кільцевий вал),
- селів (селевий вал),
- штучні (наприклад земляний вал) та ін.